# 헝가리어 위키백과

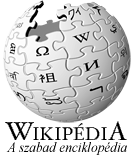
헝가리어 위키백과

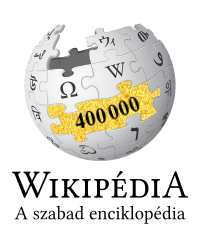
헝가리어 위키백과 문서 40만 개 돌파 기념 로고

헝가리어 위키백과(헝가리어: Magyar Wikipédia)는 헝가리어로 된 위키백과이다. 2003년 7월 8일에 시작되었으며, 기호는 hu이다. 2013년 1월 14일에 위키데이터와 최초로 연결되었다.